# Alfred Heinrich (Ornithologe)
Alfred Heinrich (* 27. März 1895 in Ebersbach/Sa.; † 28. November 1974) war ein deutscher Ornithologe und Heimatforscher, dessen Leben und Wirken eng an seine Heimatstadt Ebersbach gebunden ist.

## Leben
Bereits während des Schulbesuchs in Ebersbach beschäftigte sich Alfred Heinrich intensiv mit der heimischen Vogelwelt und mit Wetterbeobachtungen, die er mit Hingabe handschriftlich aufzeichnete. Daneben beschäftigte er sich bereits frühzeitig mit der Heimatgeschichte der Oberlausitz und sammelte in Druck erschienene Beiträge zur Ebersbacher Stadtgeschichte. Später spezialisierte er sich auf die Pflege von Heimtieren, die Betreuung exotischer Vögel und Reptilien sowie von mehreren Fischaquarien. Bereits frühzeitig übernahm er die Leitung der Arbeitsgemeinschaft für Ornithologie im Kulturbund der DDR. Ferner unterstützte er aktiv den Wiederaufbau des auf dem Schlechteberg befindlichen Heimatmuseums der Stadt Ebersbach/Sa. nach dem Zweiten Weltkrieg.
Für die engere Umgebung von Eberbach konnte Alfred Heinrich bis zum Jahre 1966 106 verschiedene Brutvogelarten nachweisen und in seiner handschriftlichen Kartei mit Angaben über deren Vorkommen und Häufigkeit dokumentieren. Seine Aufzeichnungen bereicherte er mit Angaben zuverlässiger Kollegen und Freunde sowie durch Ausschnitte aus Zeitungen und Zeitschriften, von denen er eine Vielzahl selbst verfasst hatte. Weitere 60 Vogelarten wies Alfred Heinrich als Durchzügler oder gelegentliche Gäste, die sich nur kurzzeitig in Ebersbach und Umgebung niederließen, nach, darunter Alpendohlen, Schnee- und Sperbereule oder Steinadler. Über das ungewöhnlich frühe Eintreffen einer Rauchschwalbe berichtete er u. a. 1953 in der Fachzeitschrift Die Vogelwelt: Zeitschrift für Vogelschutz und Vogelkunde.
Neben den umfangreichen Vogelbeobachtungen widmete sich Alfred Heinrich der Behandlung verletzter oder erkrankter Vögel, die zu ihm aus der Region um Ebersbach zugebracht worden waren. Als er aufgrund einer zunehmenden Gehbehinderung kaum noch sein Wohnhaus verlassen konnte, erfreute er sich in zunehmendem Maße an der Beobachtung der Vögel am Futterhaus.
Sein schriftlicher Nachlass wird im Museum für Naturkunde in Görlitz verwaltet.